# Hans Dürst
Hans Dürst   (Davos, 28 de juny de 1921 - Milano Marittima, 25 de juny de 2001) va ser un jugador d'hoquei sobre gel suís que va competir durant la dècada de 1940. Era germà del també jugador d'hoquei sobre gel Walter Paul Dürst.
El 1948 va prendre part en els Jocs Olímpics de Sankt Moritz, on guanyà la medalla de bronze en la competició d'hoquei sobre gel.
A nivell de clubs jugà al HC Davos entre 1947 i 1948, guanyant la lliga suïssa ambdós anys.